# Даръа (район)
Даръа (араб. درعا‎) — район (минтака) в составе мухафазы Даръа, Сирия. Административным центром является город Даръа.

## География
Район находится на юге Сирии. На востоке граничит с мухафазой Эс-Сувейда, на юге с Иорданией, на западе с мухафазой Эль-Кунейтра, а на севере с районом Изра.

## Административное деление
Район разделён на 8 нахий.
| Нахия         | Административный центр | Население (2004 г.), чел. | Карта |
| ------------- | ---------------------- | ------------------------- | ----- |
| Даръа         | Даръа                  | 146 481                   |       |
| Босра         | Босра                  | 33 839                    |       |
| Хирбет Газаль | Хирбет Газаль          | 44 266                    |       |
| Эль-Шаджара   | Эль-Шаджара            | 34 206                    |       |
| Даиль         | Даиль                  | 43 691                    |       |
| Музейриб      | Музейриб               | 72 625                    |       |
| Эль-Джиза     | Эль-Джиза              | 21 100                    |       |
| Эль-Мусайфира | Эль-Мусайфира          | 32 472                    |       |